# Barrière de Dotson
La barrière de Dotson est une barrière de glace d'Antarctique occidental. Large d'environ 50 km, elle s'étend le long de la côte de Walgreen de la terre Marie Byrd, entre la péninsule du Bear et la péninsule de Martin. Elle a été baptisée en l'honneur de l'officier américain William A. Dotson.